# 有声そり舌破裂音
有声そり舌破裂音（ゆうせい そりじた はれつおん）は子音の種類の一つ。歯茎後部に舌をそらせて閉鎖を作って開放することによって起こる破裂の音。国際音声記号では、[ɖ]（アフリカのDの小文字、または、テール付きDと呼ばれる）、IASTでは ḍ と記述される。

## 特徴
- 気流の起こし手 - 肺臓からの呼気。
- 発声 - 声帯の振動を伴う有声音。
- 調音
  - 調音位置 - 持ち上げられた舌尖と歯茎後部によるそり舌音。
  - 調音方法
    - 口腔内の気流 - 舌の中央の隙間を気流が通る中線音。
    - 調音器官の接近度 - 完全な閉鎖を作り、一気に開放することによって生じる破裂音。
    - 口蓋帆の位置 - 口蓋帆を持ち上げて鼻腔への通路を塞いだ口音。

## 言語例
この子音を用いる言語は比較的多い。特に高齢者において、日本語の「ら行」の音に用いている日本語話者もいる。
主な言語は以下のとおりである。
- 印欧語族
  - ゲルマン語派
    - スウェーデン語
    - ノルウェー語

  - シチリア語
  - インド・イラン語派
    - ウルドゥー語
    - グジャラート語
    - サンスクリット
    - シンド語
    - ネパール語
    - パンジャブ語
    - ヒンディー語 - ड (ḍ)
    - ベンガル語
    - シンハラ語 - ඩ (ḍ)
- ドラヴィダ語族
  - カンナダ語
  - タミル語 - ட (ṭ)
  - テルグ語
  - トダ語
  - バダガ語
  - マラヤーラム語
- ジャワ語